# Lahitte-Toupière
Lahitte-Toupière ist eine französische Gemeinde mit 262 Einwohnern (Stand 1. Januar 2022) im Département Hautes-Pyrénées in der Region Okzitanien (vor 2016: Midi-Pyrénées). Sie gehört zum Arrondissement Tarbes und zum Kanton Val d’Adour-Rustan-Madiranais.
Die Einwohner werden Lahipiérois und Lahipiéroises genannt.

## Geographie
Lahitte-Toupière liegt circa 24 Kilometer nördlich von Tarbes in der historischen Provinz Bigorre an der Grenze zum Département Pyrénées-Atlantiques.
Umgeben wird Lahitte-Toupière von den sechs Nachbargemeinden:
| Moncaup (Département Pyrénées-Atlantiques) | Sombrun                                     |             |
| Vidouze                                    | Kompassrose, die auf Nachbargemeinden zeigt | Maubourguet |
|                                            | Monségur (Département Pyrénées-Atlantiques) | Larreule    |

## Einwohnerentwicklung

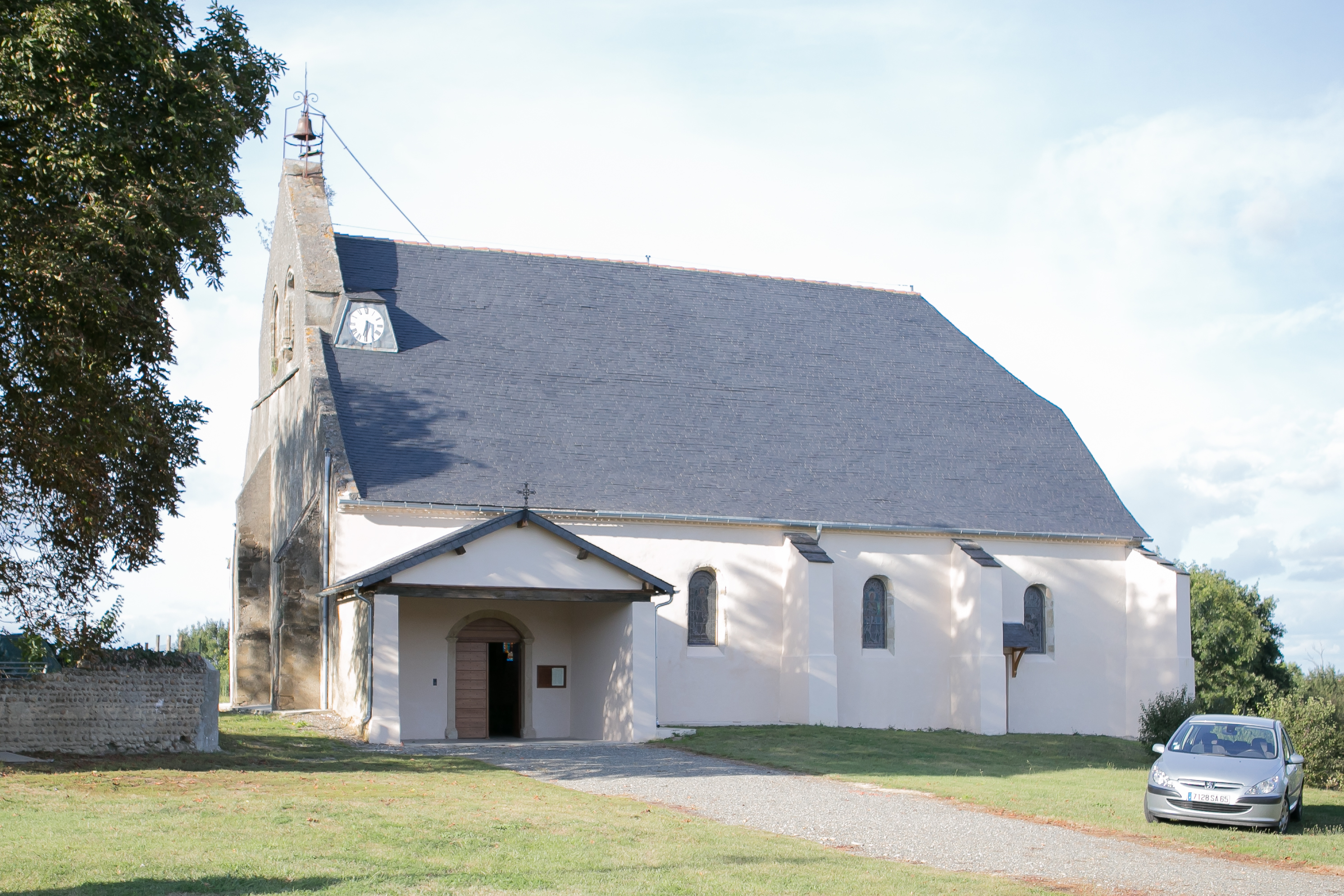
Pfarrkirche Saint-Pierre

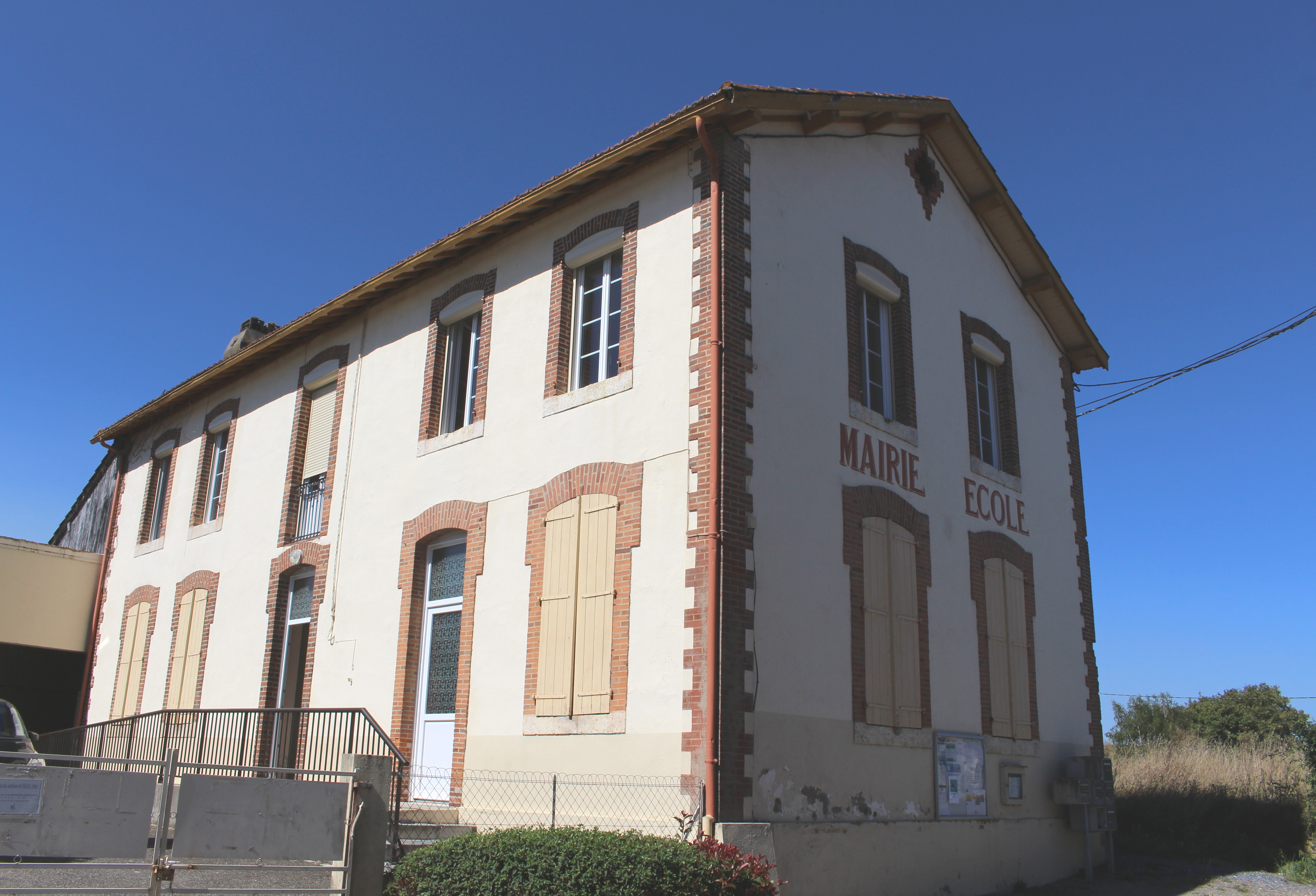
Schulgebäude

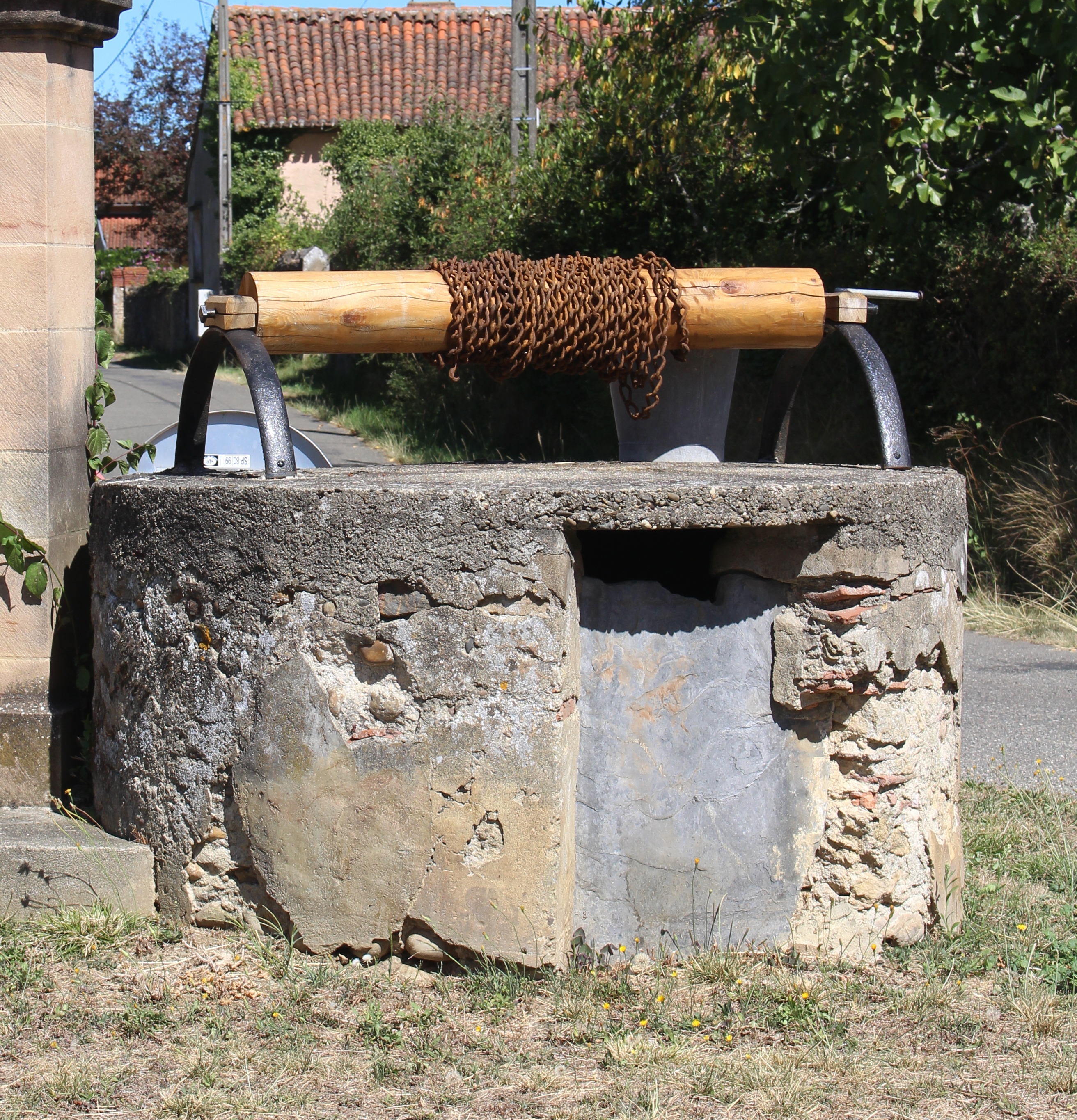
Brunnen

Nach Beginn der Aufzeichnungen stieg die Einwohnerzahl bis zur Mitte des 19. Jahrhunderts auf einen Höchststand von rund 620. In der Folgezeit sank die Größe der Gemeinde bei kurzen Erholungsphasen bis zur Jahrtausendwende auf einen Tiefststand von rund 185 Einwohnern, bevor eine Wachstumsphase einsetzte, die heute noch anhält.
| Jahr      | 1962 | 1968 | 1975 | 1982 | 1990 | 1999 | 2006 | 2011 | 2022 |
| --------- | ---- | ---- | ---- | ---- | ---- | ---- | ---- | ---- | ---- |
| Einwohner | 228  | 204  | 198  | 207  | 188  | 184  | 240  | 240  | 262  |

## Sehenswürdigkeiten
- Pfarrkirche Saint-Pierre

## Wirtschaft und Infrastruktur
Lahitte-Toupière liegt in den Zonen AOC der Schweinerasse Porc noir de Bigorre und des Schinkens Jambon noir de Bigorre.

### Bildung
Die Gemeinde verfügt über eine Grundschule mit 17 Schülerinnen und Schülern im Schuljahr 2019/20.

### Sport und Freizeit

Der Fernwanderweg GR 653 von Toulouse nach Jaca in Aragonien, der einem Abschnitt der Via Tolosana, dem südlichsten der vier Jakobswege, entspricht, führt auch durch das Zentrum der Gemeinde.

### Verkehr
Lahitte-Toupière wird durchquert von den Routes départementales 59 und 943, der ehemaligen Route nationale 643.